# Американская ассоциация маркетинга
Американская ассоциация маркетинга (англ. American Marketing Association; AMA) — национальная маркетинговая ассоциация США.

## История
Ассоциация была создана в 1937 году объединив Национальную ассоциацию преподавателей маркетинга (National Association of Marketing Teachers) и Американское маркетинговое общество (American Marketing Society).

## Издательская деятельность
Ассоциация издаёт журналы Journal of Public Policy & Marketing, Journal of Marketing Research, Marketing Education Review, Journal of Marketing, The Chief Marketing Officer Journal.